# RB Leipzig
RasenBallsport Leipzig eller mer känt som RB Leipzig är en fotbollsklubb i Leipzig, Tyskland. Klubben grundades 2009.

## Historia

### Grundandet
RB Leipzig grundades den 19 maj 2009. Detta skedde sedan ägaren för Red Bull Salzburg, Dietrich Mateschitz, köpte licensen från femtedivisionsklubben SSV Markranstädt.

### Klättringen
I samband med övertagandet sa Dietrich Mateschitz att klubben skulle nå Bundesliga inom fem år. Under klubbens fem första säsonger lyckades de att bli uppflyttade tre gånger, inklusive säsongen 2012/2013 då de gick obesegrade genom fjärdedivisionen.
2013/2014 lyckades de som nykomlingar gå upp från tredjedivisionen och därmed gjorde klubben sin debut i 2. Bundesliga 2014/2015. 2016 avancerade klubben till Bundesliga 1.

### Red Bull-koncernen
RB Leipzig är en av fem fotbollsklubbar som har grundats på initiativ av dryckesföretaget Red Bull. Övriga klubbar är Red Bull Salzburg, New York Red Bulls, Red Bulls Brasil och Red Bulls Ghana.

## Tränare
RB Leipzigs tränare.
- Tino Vogel (2009–2010)
- Tomas Oral (2010–2011)
- Peter Pacult (2011–2012)
- Alexander Zorniger (2012–2015)
- Achim Beierlorzer (2015)
- Ralf Rangnick (2015–2016)
- Ralph Hasenhüttl (2016–2018)
- Ralf Rangnick (2018–2019)
- Julian Nagelsmann (2019–2021)
- Jesse Marsch (2021)
- Achim Beierlorzer (2021)
- Domenico Tedesco (2021–)

## Spelare

### Spelartruppen
| 1  | Ungern   | Péter Gulácsi  | 6 maj 1990  | Red Bull Salzburg (-15) |
| 21 | Tyskland | Janis Blaswich | 2 maj 1991  | Heracles (-22)          |
| 34 | Tyskland | Jonas Nickisch | 21 maj 2004 | RB Leipzig              |
| 36 | Tyskland | Timo Schlieck  | 2 mars 2006 | RB Leipzig              |

| 2  | Frankrike | Mohamed Simakan    | 3 maj 2000        | Strasbourg (-21)     |
| 4  | Ungern    | Willi Orban        | 3 november 1992   | Kaiserslautern (-15) |
| 16 | Tyskland  | Lukas Klostermann  | 3 juni 1996       | Bochum (-14)         |
| 22 | Tyskland  | David Raum         | 22 april 1998     | Hoffenheim (-22)     |
| 23 | Tyskland  | Marcel Halstenberg | 27 september 1991 | St. Pauli (-15)      |
| 39 | Tyskland  | Benjamin Henrichs  | 23 februari 1997  | Monaco (-20)         |

| 7  | Spanien   | Dani Olmo          | 7 maj 1998        | Dinamo Zagreb (-20)     |
| 8  | Mali      | Amadou Haidara     | 31 januari 1998   | Red Bull Salzburg (-19) |
| 10 | Sverige   | Emil Forsberg      | 23 oktober 1991   | Malmö FF (-15)          |
| 17 | Ungern    | Dominik Szoboszlai | 25 oktober 2000   | Red Bull Salzburg (-21) |
| 24 | Österrike | Xaver Schlager     | 28 september 1997 | Wolfsburg (-22)         |
| 26 | Guinea    | Ilaix Moriba       | 19 januari 2003   | Barcelona (-21)         |
| 27 | Österrike | Konrad Laimer      | 27 maj 1997       | Red Bull Salzburg (-17) |
| 44 | Slovenien | Kevin Kampl        | 9 oktober 1990    | Bayer Leverkusen (-17)  |

| 9  | Danmark   | Yussuf Poulsen         | 15 juni 1994     | Lyngby (-13)              |
| 11 | Tyskland  | Timo Werner            | 6 mars 1996      | Chelsea (-22)             |
| 18 | Frankrike | Christopher Nkunku     | 14 november 1997 | Paris Saint-Germain (-19) |
| 19 | Portugal  | André Valente da Silva | 6 november 1995  | Eintracht Frankfurt (-21) |
| 35 | Norge     | Alexander Sörloth      | 5 december 1995  | Crystal Palace (-20)      |
| 38 | Spanien   | Hugo Novoa             | 24 januari 2003  | Deportivo La Coruña (-19) |

### Utlånade spelare
| Nr | Land     | Pos | Namn                                                     |
| -- | -------- | --- | -------------------------------------------------------- |
|    | Spanien  | F   | Angeliño (i Hoffenheim till 30 juni 2023)                |
|    | Tyskland | MF  | Ben Klefisch (i Viktoria Köln till 30 juni 2023)         |
|    | USA      | MF  | Caden Clark (i New York Red Bulls till 31 december 2022) |
|    | Tyskland | A   | Dennis Borkowski (i Dynamo Dresden till 30 juni 2023)    |
|    | Tyskland | A   | Fabrice Hartmann (i Sligo Rovers till 30 juni 2023)      |

| Nr | Land     | Pos | Namn                                                         |
| -- | -------- | --- | ------------------------------------------------------------ |
|    | Tyskland | F   | Frederik Jäkel (i Arminia Bielefeld till 30 juni 2023)       |
|    | Spanien  | MV  | Josep Martínez (i Genoa till 30 juni 2023)                   |
|    | Tyskland | A   | Mehmet Ibrahimi (i Eintracht Braunschweig till 30 juni 2023) |
|    | Tyskland | MV  | Tim Schreiber (i Holstein Kiel till 30 juni 2024)            |
|    | Tyskland | MF  | Tom Krauss (i Schalke 04 till 30 juni 2023)                  |

### Svenska spelare
- Emil Forsberg (2015-nutid)

### Kaptener
| Kapten          | Nationalitet | År        |
| --------------- | ------------ | --------- |
| Ingo Hertzsch   | Tyskland     | 2009–2010 |
| Tim Sebastian   | Tyskland     | 2010–2011 |
| Daniel Frahn    | Tyskland     | 2011–2015 |
| Dominik Kaiser  | Tyskland     | 2015–2017 |
| Willi Orban     | Ungern       | 2017–2020 |
| Marcel Sabitzer | Österrike    | 2020–     |

## Arena
2010 flyttade RB Leipzig in på Zentralstadion i Leipzig. I samband med flytten bytte arenan namn till Red Bull Arena.
Arenan har kapacitet för 44 345 åskådare, men kan vid andra evenemang utökas till 50 000 åskådare. Vid VM 2006 var arenan värd för fyra gruppspelsmatcher och en åttondelsfinal.
RB Leipzigs publikrekord ligger på 42 713 åskådare och sattes den 3 maj 2014. Detta i mötet med FC Saarbrücken i 3. Bundesliga.

## Statistik

### Topp 10 spelare med flest matcher
Spelare i fet stil är fortfarande i RB Leipzig.
Senast uppdaterad 8 juli 2023
| Nr | Namn               | Karriär          | Matcher | Mål |
| -- | ------------------ | ---------------- | ------- | --- |
| 1  | Yussuf Poulsen     | 2013–            | 258     | 85  |
| 2  | Emil Forsberg      | 2014–            | 303     | 67  |
| 3  | Willi Orban        | 2015–            | 288     | 27  |
| 4  | Péter Gulácsi      | 2015–            | 284     | 0   |
| 5  | Lukas Klostermann  | 2014–            | 257     | 13  |
| 6  | Marcel Halstenburg | 2015–            | 240     | 16  |
| 7  | Marcel Sabitzer    | 2015–2021        | 229     | 52  |
| 8  | Diego Demme        | 2014–2020        | 214     | 2   |
| 9  | Kevin Kampl        | 2017–            | 211     | 8   |
| 10 | Timo Werner        | 2016–2020, 2022– | 199     | 111 |

### Topp 10 spelare med flest mål
Spelare i fet stil är fortfarande aktiva i RB Leipzig.
Senast uppdaterad 9 december 2019
| Nr | Namn                | Karriär          | Mål | Matcher | Mål/match |
| -- | ------------------- | ---------------- | --- | ------- | --------- |
| 1  | Timo Werner         | 2016–2020, 2022– | 111 | 199     | 0,57      |
| 2  | Timo Werner         | 2015–            | 80  | 135     | 0,59      |
| 3  | Yussuf Poulsen      | 2013–            | 60  | 236     | 0,25      |
| 4  | Marcel Sabitzer     | 2014–            | 38  | 165     | 0,23      |
| 5  | Emil Forsberg       | 2015–            | 35  | 158     | 0,22      |
| 6  | Dominik Kaiser      | 2012–2018        | 34  | 167     | 0,20      |
| 7  | Stefan Kutschke     | 2010–2013        | 27  | 86      | 0,31      |
| 8  | Jean-Kévin Augustin | 2017–2019        | 20  | 67      | 0,30      |
| 9  | Nico Frommer        | 2009–2011        | 19  | 42      | 0,45      |
| 10 | Naby Keïta          | 2016–2018        | 17  | 71      | 0,24      |